# 枝川停留場
枝川停留場（日语：／ Edagawa teiryūjō */?），是位於高知縣吾川郡伊野町枝川，土佐電交通伊野線的電車站。

## 歷史
枝川停留場在1907年（明治40年），伊野線枝川停留場至伊野停留場開通時啟用。此電車站當時未能連接高知市一方的咥內，這是由於此電車站至咥內之間需要跨越咥內坂，因此伊野線需要途經隧道，而枝川至伊野之間先行開通。而遺下的區間枝川至咥內之間於翌年1908年開通，同時伊野線全線開通。
隨著伊野線咥內坂區間進行了改善工程，於1960年（昭和35年）不再途經隧道。隨著進行改善工程，此電車站附近的路軌也進行遷移工程。
- 1907年（明治40年）11月7日 - 伊野至此電車站之間開通，土佐電氣鐵道電車站啟用[1][2]。
- 1908年（明治41年）2月20日 - 此電車站至咥內之間開通，伊野線全線開通[1][2]。成為中途電車站。
- 1977年（昭和52年） - 廢除列車交會設備[3]。
- 2014年（平成26年）10月1日 - 土佐電氣鐵道、高知縣交通（日语：高知県交通）和土佐電Dream Service（日语：土佐電ドリームサービス）合併，土佐電交通成立[6]。成為土佐電交通的電車站。

## 電車站構造
電車站是建造在專用路軌上，設有2面1線的相對式月台上。路軌北邊為播磨屋橋方向月台，南邊為伊野方向乘車處。兩邊的乘車處都在安全島（月台）上，此電車站設有候車室。
在建設省（當時）的幫助下，為了電車站的乘客設置了單車停泊處。曾經此電車站設有列車交會設備，在1977年（昭和52年）八代號誌站復活之際除廢列車交會設備。

## 電車站周邊
四國旅客鐵道（JR四国）土讚線同名車站枝川站位於電車站的南邊。北邊設有高知縣駕駛執照中心。
- 國道33號（日语：国道33号）
- 四國銀行（日语：四国銀行）枝川分店
- 「枝川」巴士站

## 相鄰電車站
土佐電交通
伊野線
中山－枝川－伊野商業前

## 注腳
1. 1 2 3  今尾惠介（監修）. . 11 中国四国. 新潮社. 2009: 60. ISBN 978-4-10-790029-6 （日语）.
2. 1 2 3 4  《土佐電鉄が走る街 今昔》99・156-158頁
3. 1 2 3 4 5 6  《土佐電鉄が走る街 今昔》48-49頁
4. 1 2 3  川島令三.  四国篇. 草思社. 2007: 280-289. ISBN 978-4-7942-1615-1 （日语）.
5. ↑  《土佐電鉄が走る街 今昔》45・157頁
6. ↑  上野宏人. . 毎日新聞 (毎日新聞社). 2014-10-02 （日语）.
7. 1 2  川島令三. . 【図説】 日本の鉄道. 第2巻 四国西部エリア. 講談社. 2013: 42・94頁. ISBN 978-4-06-295161-6 （日语）.
8. ↑  . 高知新聞社. 1998: 92. ISBN 4-87503-268-4 （日语）.